# Puc, Bursztyn i goście
Puc, Bursztyn i goście – książka dla dzieci autorstwa Jana Grabowskiego z 1933 roku.

## Fabuła
Głównymi bohaterami są dwa podwórzowe psy, Puc i Bursztyn. Starszy pies, Puc, pilnuje młodszego Bursztyna i udziela mu rad. Bursztyn lubi biegać po podwórzu i łapać motyle. Niespodziewanie spokojne życie Puca i Bursztyna zakłóca przyjazd dwóch „kanapowych” psów z Warszawy, Mikada i Tiuzdeja. Jednak Mikado zaprzyjaźnia się z Pucem i Bursztynem i dlatego postanawia uciec z pociągu, którym wraca do miasta.
Utwór dzieli pewne elementy świata przedstawionego z innym dziełem Grabowskiego – książką Puch, kot nad koty. W obydwu pojawia się postać Katarzyny, gosposi domostwa, która dla zwierząt mieszkających na podwórzu jest kimś w rodzaju władcy absolutnego. W skrócie można powiedzieć, że Puc, Bursztyn i goście jest punktem widzenia psów, natomiast Puch, kot nad koty – kotów mieszkających na tym samym podwórzu, jednakże Puc i Bursztyn oraz Puch nie spotykają się ze sobą w żadnej z tych książek.

### Bohaterowie

#### Zwierzęta
- Puc – pies starszy i mądrzejszy. Bardziej obyty od Bursztyna, również zrzędliwy, lubi udzielać rad młodszemu koledze. Szybki, odważny i zadziorny. Mimo że pragnie świecić przykładem Bursztynowi, nie potrafi oprzeć się łakomstwu- na widok kotletów traci rozum. Zawsze chce wiedzieć, „co w trawie piszczy”. Doskonale wytresowany.
- Bursztyn – młodszy pies. To jeszcze szczeniak, więc rozpiera go energia. Uwielbia uganiać się za motylami i wróblami. Szanuje Puca, ale najczęściej lekceważy jego surowe napomnienia. W przeciwieństwie do starszego przyjaciela jest bardzo krnąbrnym i opornym uczniem, Krysia nie zdołała go wytresować. Jest również łasuchem, uwielbia kiełbasę.
- Melańcia – kaczka mieszkająca na podwórzu.
- Kacperek – kaczor mieszkający na podwórzu, dominuje nad swoją żoną Melańcią. Nie przepada za psami.
- Imka – najsłodsza kotka.
- Mikado – mieszkający w Warszawie piesek, wychowany „na kanapie”. Psuje życie Pucowi i Bursztynowi. Pod koniec książki „spuszcza z tonu”, aklimatyzuje się w miejscowych realiach i zaprzyjaźnia z oboma psami, lecz nadal nie traci klasy. Bardzo oddany Krysi.
- Tiuzdejek – mieszkający w Warszawie piesek, który przyjeżdża na wieś razem z Mikadem. Bardziej zrzędliwy, kapryśny i złośliwy.
- Mędrek – najgłupszy pies na rynku.
- Lord – pies, którego boją się Puc i Bursztyn
- Plotka – okropna ruda psina.

#### Ludzie
- Katarzyna – gosposia
- Krysia – mieszkanka domu
- Agata – właścicielka Mikada i Tiuzdejka
- narrator – niewymieniony z imienia wuj Krysi, właściciel domu

## Odbiór
Pozycja stała się lekturą szkolną dla klasy II po reformie szkolnictwa i modyfikacji listy lektur w połowie lat 80. Była nadal zalecana jako lektura dla tej klasy pod koniec lat 90. (w programie z 1997, obowiązującym do 1999 r.).